# الطريق السريع 2 (إيران)
الطريق السريع 2 (بالفارسية: آزادراه ۲) في إيران يتكون من قسمين منفصلين، أحدهما في شمال غرب إيران والآخر في شمال شرق إيران.

## القسم الغربي
يمتد الجزء الغربي من الطريق السريع رقم 2 من العاصمة طهران إلى تبريز شمال غرب إيران. يُعد هذا الطريق السريع طريقًا مهمًا للنقل العام، إذ يربط المناطق الصناعية في إيران بتبريز وتركيا. يُعد الجزء الواقع بين طهران وكرج من أكثر الأجزاء ازدحامًا في إيران، حيث يبلغ متوسط حركة المرور اليومية السنوية 217084. ويبلغ متوسط حركة المرور اليومية السنوية بين كرج وقزوين 79606.

### معرض الصور

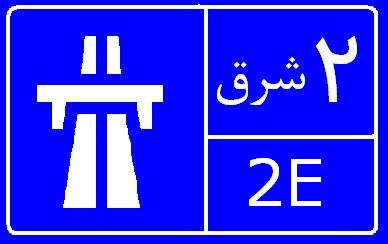
علامة الطريق السريع شرقًا
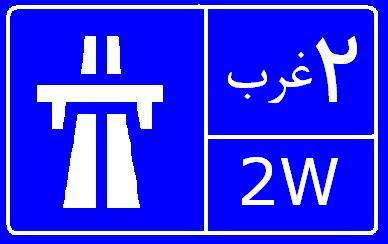
علامة الطريق السريع غربًا
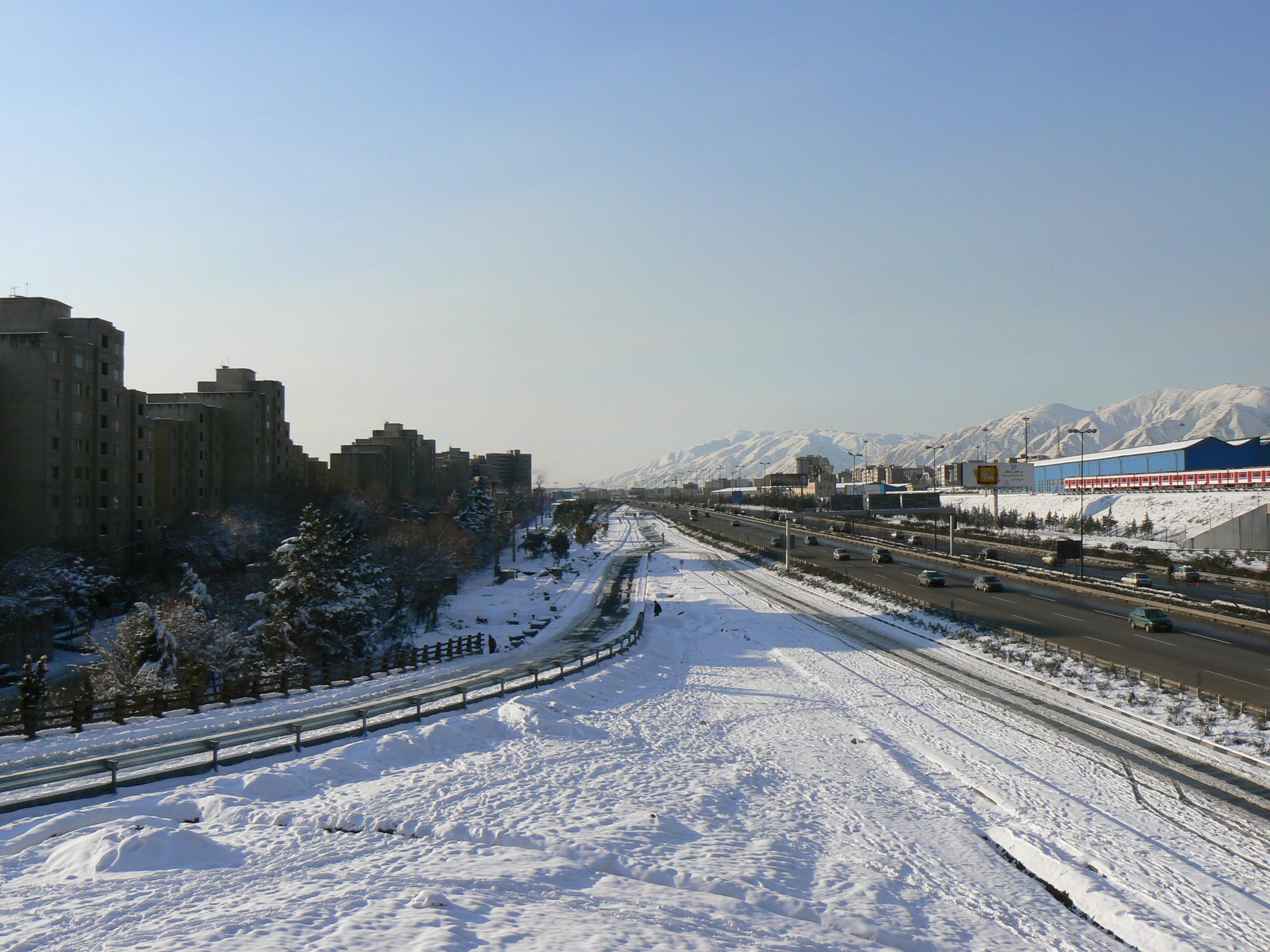
طريق طهران-كرج في الشتاء
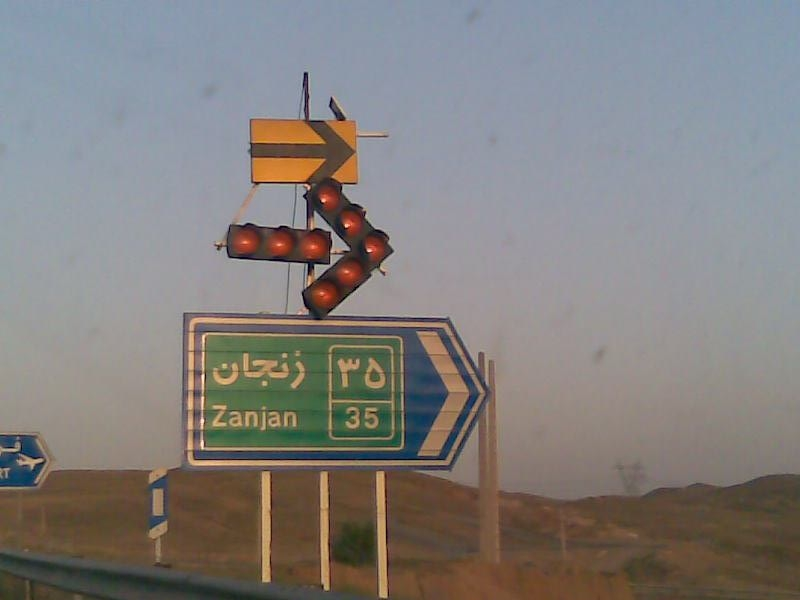
مخرج إلى زنجان
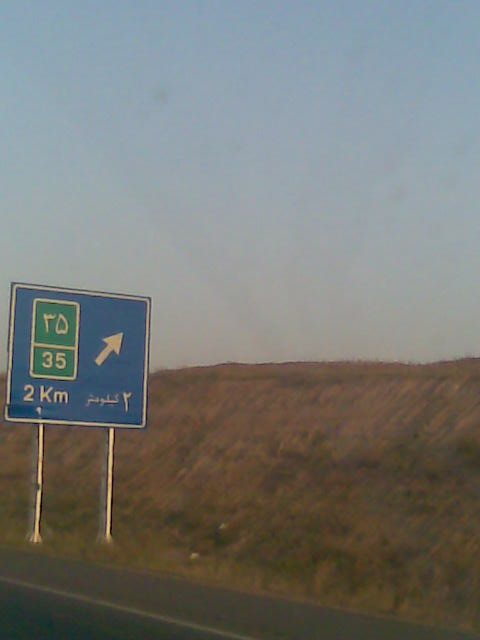
2 كم إلى مخرج زنجان
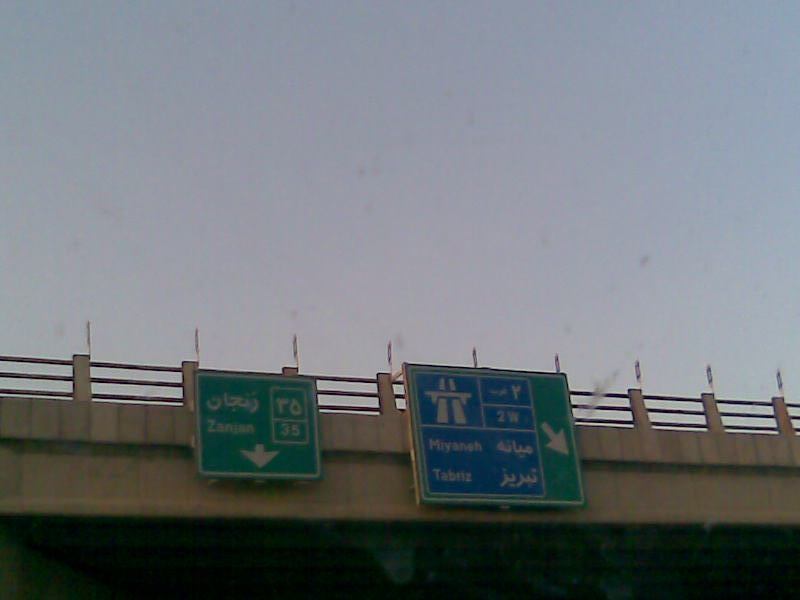
منحدر إلى الطريق السريع من الطريق 32[الإنجليزية]
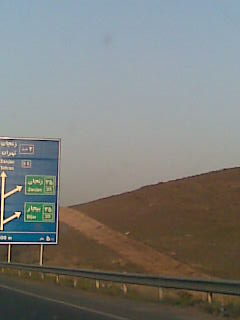
الطريق 35[الإنجليزية]
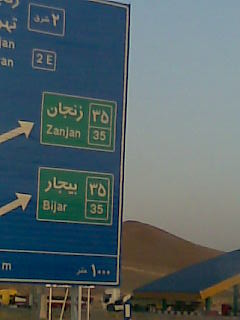
تقاطع الطريق 35[الإنجليزية]
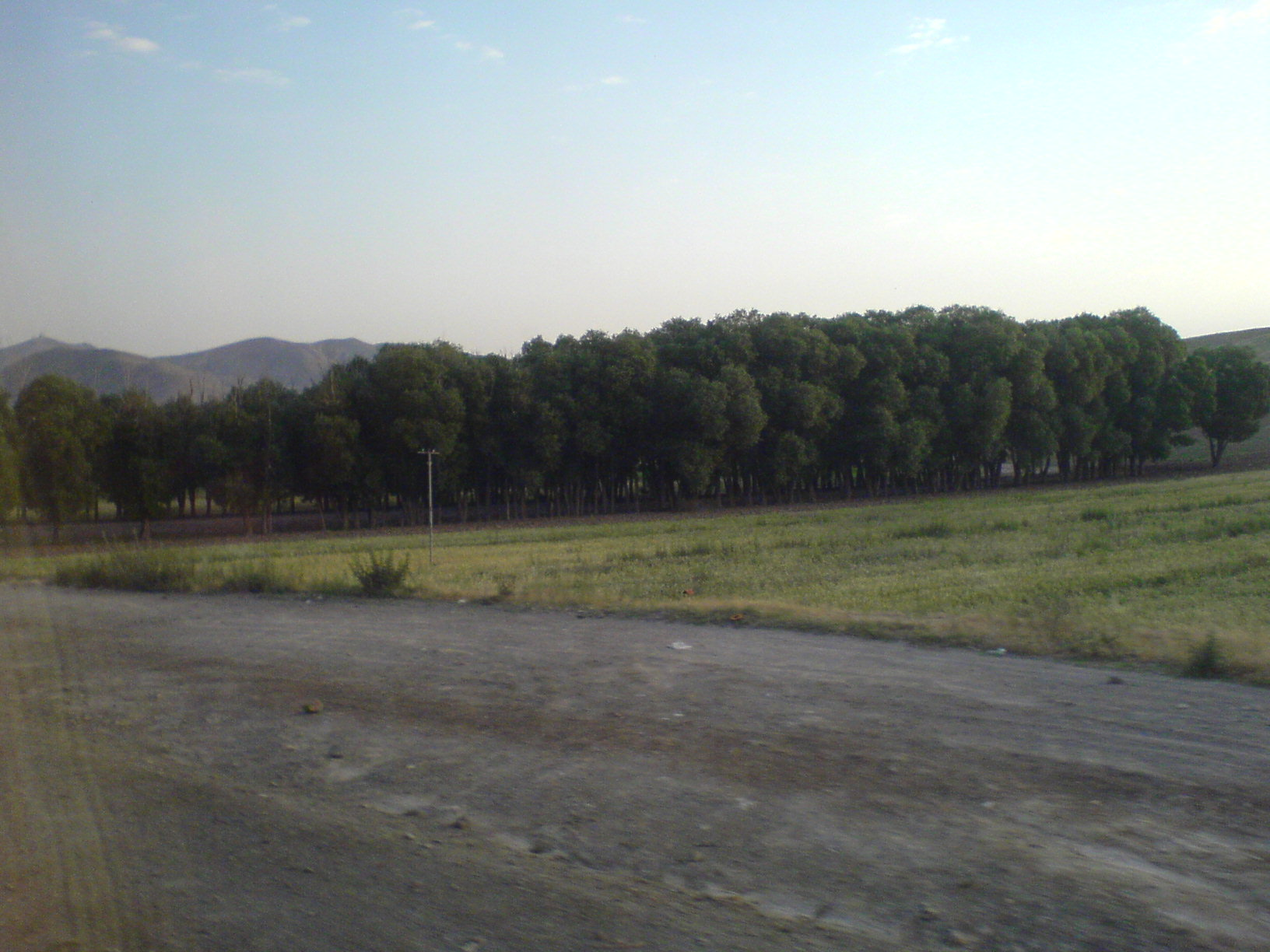
غابة بجانب بحيرة غوري[الإنجليزية]، قريبة من تبريز على جانب الطريق السريع 2W.

## القسم الشرقي
يبدأ القسم الشرقي من الطريق السريع ٢ من مشهد وينتهي في باغتشه. وهناك مشروع قيد الإنشاء لربط هذا الطريق السريع بطهران